# Ур-Нинсун
Ур-Нинсун — правитель (энси) шумерского государства Лагаш в XXII веке до н. э. Точное время и длительность правления его неизвестны.
| II династия Лагаша      |                                        |                   |
| Предшественник: Ур-Мама | правитель Лагаша ок. XXII век до н. э. | Преемник: Ур-Баба |